# 고유진 (축구 선수)
고유진(1997년 4월 2일 ~ )은 대한민국의 여자 축구 선수이다.

## 어린 시절
아버지를 따라 조기축구회에 나가 축구를 하게 된 것을 계기로 심원초의 여자 축구부에 입단하여 정식적으로 축구를 배우게 되었다.
본래 공격수로 시작했으며 포지션을 수비수로 바꾼 뒤에도 대학 시절 대회 득점 2위를 기록하는 등의 활약으로 대회 MVP 등을 수상했다.